# Mandali
Mandali (em curdo:   Mendelî, em árabe:  مندلي) é uma cidade da província de Diala, no Iraque, perto da fronteira com o Irã.
Habitada principalmente por curdos feyli, que falam o idiona curdo meridional, é considerada a fronteira étnica sul do Curdistão iraquiano.